# Éverton Lopes
Éverton Dos Santos Lopes (* 8. August 1988 in Salvador da Bahia) ist ein ehemaliger brasilianischer Profiboxer im Leichtgewicht. Als Amateur war er unter anderem Weltmeister 2011 sowie Olympiateilnehmer 2008 und 2012.

## Amateurkarriere

### National
Éverton Lopes ist Brasilianischer Meister im Leichtgewicht der Jahre 2006, 2007 und 2009, sowie Brasilianischer Meister im Halbweltergewicht von 2012.

### Amerika
Bereits 2006 gewann er die Goldmedaille im Leichtgewicht bei den Panamerikameisterschaften der Junioren in Argentinien und die Silbermedaille bei den ebenfalls in Argentinien ausgetragenen Südamerikaspielen, als er erst im Finale gegen den späteren Profiweltmeister Darleys Pérez unterlegen war.
Bei den Panamerikameisterschaften 2007 in Brasilien gewann er nach einer Finalniederlage gegen den amtierenden Weltmeister Yordenis Ugás ebenfalls die Silbermedaille, wobei er im Halbfinale auch den späteren Vize-Weltmeister José Pedraza geschlagen hatte.
2009 gewann er eine Bronzemedaille bei den Panamerikameisterschaften in Mexiko, als er im Halbfinale gegen den späteren Profiweltmeister Francisco Vargas verloren hatte. 2010 folgte der erneute Gewinn der Silbermedaille bei den Südamerikaspielen in Kolumbien nach Finalniederlage gegen César Villarraga.
Bei den Panamerikaspielen 2011 in Mexiko schied er im Halbfinale gegen den Weltmeister und Olympiasieger Roniel Iglesias aus, gewann dafür jedoch die Goldmedaille bei den Panamerikameisterschaften 2013 in Chile. Zudem gewann er die Goldmedaille bei den Südamerikaspielen 2014 in Chile.

### Weltmeisterschaften/Olympische Spiele
Seine erste WM-Teilnahme bestritt er 2007 in Chicago, verlor dabei jedoch noch im ersten Kampf gegen Urantschimegiin Mönch-Erdene.
Bei der amerikanischen Olympiaqualifikation 2008 in Guatemala konnte er durch Siege gegen Carlos Sánchez, Ricardo Garcia, Jesus Cuadro und Francisco Vargas ein Ticket für die Olympischen Spiele 2008 in Peking lösen. Dort unterlag er jedoch im ersten Duell mit 7:9 gegen Asylbek Talasbayev.
Erfolgreicher verlief dann die WM 2009 in Mailand, als er durch Siege gegen Ruslan Gasimow, den olympischen Medaillengewinner Hratschik Jawachjan und den späteren Vize-Europameister und WM-Bronzegewinner Thomas Stalker bis ins Viertelfinale kam und dort gegen den amtierenden Weltmeister Albert Selimow ausschied.
Seinen größten Erfolg erzielte er dann bei den Weltmeisterschaften 2011 in Baku, als ihm der Gewinn der Goldmedaille im Halbweltergewicht gelang. Er hatte sich dabei gegen den Polen Michał Syrowatka (TKO), den späteren australischen Profiweltmeister Jeff Horn (22:10), den späteren schwedischen Profieuropameister Anthony Yigit (22:10) und den zweifachen ungarischen WM-Bronzegewinner Gyula Káté (TKO) durchgesetzt. Im Halbfinale und Finale bezwang er dann die späteren Bronze- bzw. Silbermedaillengewinner der Olympischen Spiele 2012, Vincenzo Mangiacapre aus Italien (16:7) und Denys Berintschyk aus der Ukraine (26:23).
Mit diesem Erfolg war er für die Olympischen Spiele 2012 in London qualifiziert, wo er im Achtelfinale gegen den späteren Goldmedaillengewinner Roniel Iglesias mit 15:18 ausschied. Anschließend nahm er noch an den Weltmeisterschaften 2013 in Almaty teil und besiegte Richarno Colin, Dmitri Galagot und den zweiten Bronzegewinner der Olympischen Spiele 2012, Evaldas Petrauskas (2:1), womit er in die Medaillenränge einzog. Im Halbfinale schied er dann mit einer Bronzemedaille gegen den späteren Goldmedaillengewinner Merei Aqschalow (1:2) aus.

### World Series of Boxing
In der Saison 2010/2011 startete Lopes nach einem Testsieg gegen Koba Pchakadse für Los Angeles in der World Series of Boxing. Während der Gruppenphase bestritt er drei Kämpfe, die er alle gewann. In den Playoffs kämpfte er im Halbfinale gegen Merei Aqschalow von den Astana Arlans und musste sich diesem geschlagen geben. Los Angeles schied im Halbfinale aus.

## Profikarriere
Nach seiner Amateurlaufbahn unterzeichnete er einen Profivertrag beim US-Promoter Golden Boy Promotions und gewann sein Debüt am 27. Februar 2015 gegen Evan Woolsey. Nach sechs Siegen in Folge beendete er seine Karriere jedoch im Mai 2018 aufgrund einer Schulterverletzung.
| Personendaten    | Personendaten             |
| ---------------- | ------------------------- |
| NAME             | Lopes, Éverton            |
| ALTERNATIVNAMEN  | Lopes, Everton Dos Santos |
| KURZBESCHREIBUNG | brasilianischer Boxer     |
| GEBURTSDATUM     | 8. August 1988            |
| GEBURTSORT       | Salvador da Bahia         |